# Claudette Werleigh
Claudette Werleigh, född 1946, var premiärminister på Haiti 1995-1996. Hon var den första av sitt kön på denna post.  